# Classe Saxonia
La classe Saxonia est une classe de quatre paquebots construits par les chantiers John Brown & Company de Clydebank pour la Cunard Line entre 1954 et 1957. Le premier navire de cette classe le Saxonia.

## Contexte
En 1951, la Cunard Line commande quatre navires aux chantiers John Brown & Company de Clydebank pour s’imposer face à la Canadian Pacific Steamship Company sur la liaison Liverpool↔Montréal. Il s’agit de la classe Saxonia, composée du Saxonia, de l’Ivernia, du Carinthia et du Sylvania.

## Les unités de la classe
| Nom du navire | Image | Année et lieu de construction | Numéro IMO | Capacité      | Statut                  |
| ------------- | ----- | ----------------------------- | ---------- | ------------- | ----------------------- |
| Saxonia       |       | 1953 à Clydebank              | 5064324    | 929 passagers | Détruit en 1999 à Alang |
| Ivernia       |       | 1954 à Clydebank              | 5119765    | 943 passagers | Détruit en 2004 à Alang |
| Carinthia     |       | 1955 à Clydebank              | 5063629    | 868 passagers | Détruit en 2006 à Alang |
| Sylvania      |       | 1956 à Clydebank              | 5347245    | 878 passagers | Détruit en 2004 à Alang |